# Beatrise Zeltiņa
Beatrise Zeltiņa (* 18. März 2007) ist eine lettische Tennisspielerin.

## Karriere
2021 nahm Zeltiņa am Les Petits As teil.
2022 nahm Zeltiņa vom 25. bis 30. Juli am European Youth Olympic Festival Femenino teil. Im Oktober 2022 wurde Zeltiņa das erste Mal für die lettische Fed-Cup-Mannschaft nominiert und für das Doppel in der Playoff-Begegnung gegen Österreich aufgestellt.